# Rhyacia thianschanica
Rhyacia thianschanica är en fjärilsart som beskrevs av Otto Staudinger. Rhyacia thianschanica ingår i släktet Rhyacia och familjen nattflyn. Inga underarter finns listade.